# Jamesbrittenia grandiflora
Jamesbrittenia grandiflora är en flenörtsväxtart som först beskrevs av Galpin, och fick sitt nu gällande namn av O.M. Hilliard. Jamesbrittenia grandiflora ingår i släktet Jamesbrittenia och familjen flenörtsväxter. Inga underarter finns listade i Catalogue of Life.